# Lexiphanes mexicanus
Lexiphanes mexicanus är en skalbaggsart som först beskrevs av Martin Jacoby 1907.  Lexiphanes mexicanus ingår i släktet Lexiphanes och familjen bladbaggar. Inga underarter finns listade i Catalogue of Life.